# Матвіївське водосховище
 Матвіївське водосхо́вище  — невелике руслове водосховище на річці Рябина (права притока р. Ворскла). Розташоване в Богодухівському районі Харківської області.
- Водосховище побудовано в 1974 році по проекту інституту «Харківдіпроводгосп».
- Призначення — зрошення, риборозведення.
- Вид регулювання — сезонне.

## Основні параметри водосховища
- нормальний підпірний рівень — 144,0 м;
- форсований підпірний рівень — 145,0 м;
- рівень мертвого об'єму — 140,5 м;
- повний об'єм — 2,485 млн м³;
- корисний об'єм — 1,860 млн м³;
- площа дзеркала — 118 га;
- довжина — 4,5 км;
- середня ширина — 0,262 км;
- максимальні ширина — 0,40 км;
- середня глибина — 2,1 м;
- максимальна глибина — 5,0 м.

## Основні гідрологічні характеристики
- Площа водозбірного басейну — 60 км².
- Річний об'єм стоку 50 % забезпеченості — 4,24 млн м³.
- Паводковий стік 50 % забезпеченості — 3,47 млн м³.
- Максимальні витрати води 1 % забезпеченості — 44,5 м³/с.

## Склад гідротехнічних споруд
- Глуха земляна гребля довжиною — 457 м, висотою — 6,2 м, шириною — 10 м. Закладення верхового укосу — 1:2,5, низового укосу — 1:1,75.
- Шахтний водоскид № 1 із монолітного залізобетону висотою — 4,0 м, розмірами 5×3 м. Водоскидний тунель із монолітного залізобетону січенням 2,5×3,0 м, довжиною — 21,8 м. Шахта обладнана плоским металевим затвором із ручним підйомником.
- Шахтний водоскид № 2 із монолітного залізобетону січенням 1,0×1,0 м, висотою — 4,5 м. Водоскидний тунель із збірних з/б блоків діаметром 0,75 м, довжиною — 27 м. Шахта обладнана плоским дерев'яним затвором розмірами 1,0×0,75 м.

## Використання водосховища
Водосховище було побудовано для зрошення в колгоспі ім. «Зірка» Богодухівського району.